# Pfarrhaus Rottleberode

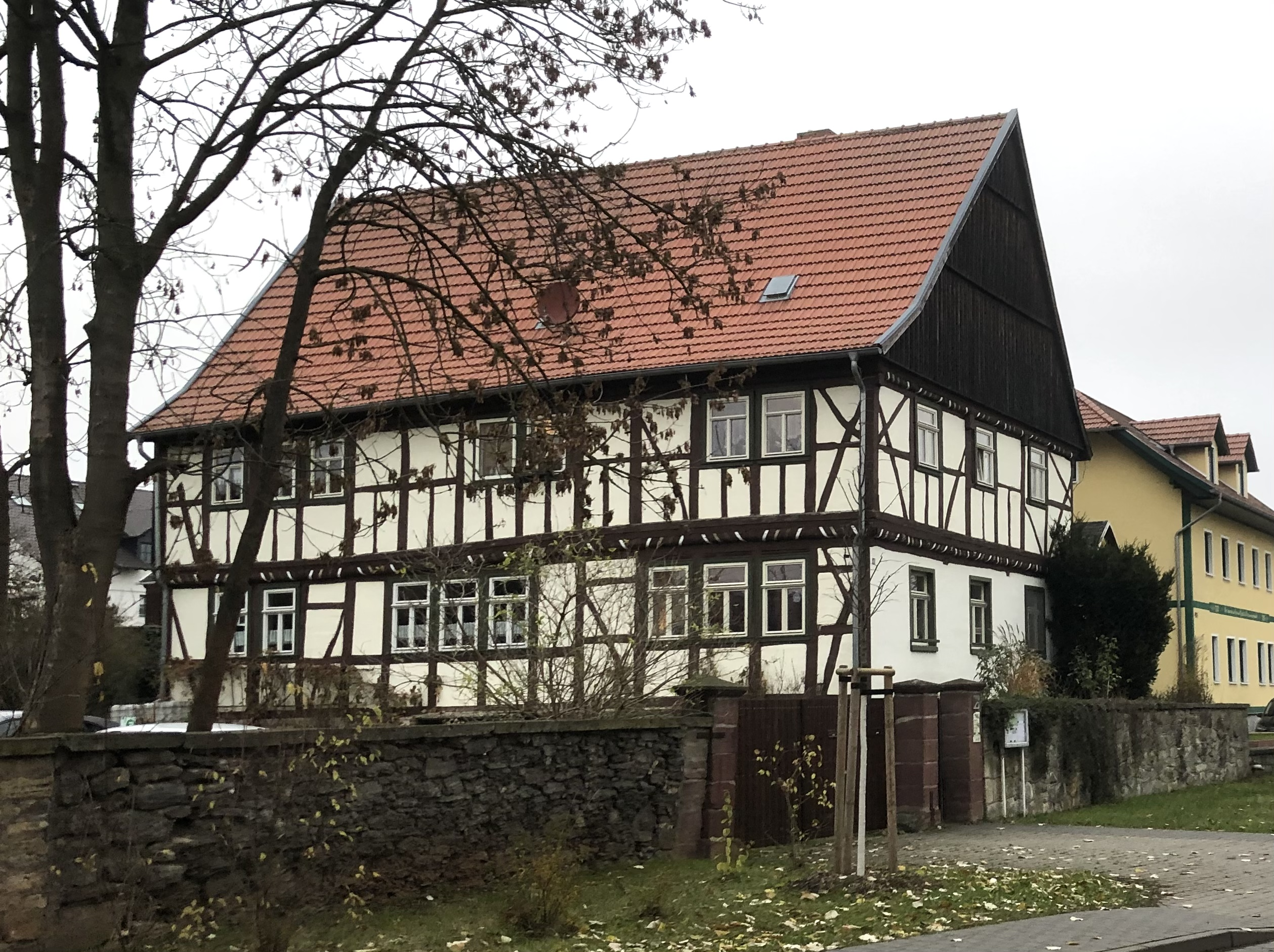
Pfarrhaus Rottleberode, 2021

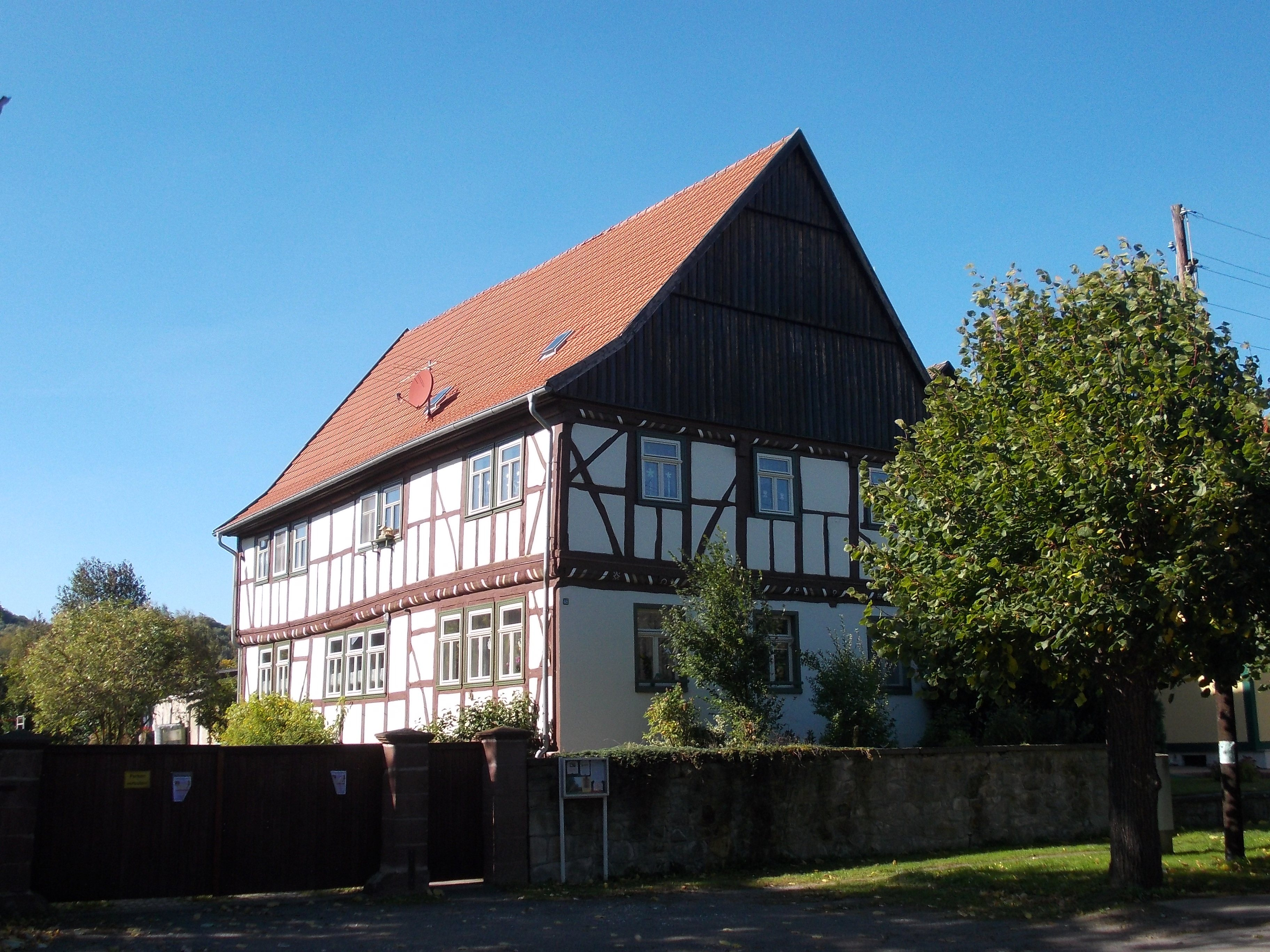
2013

Das Pfarrhaus Rottleberode ist ein denkmalgeschütztes Pfarrhaus in Rottleberode in der Gemeinde Südharz in Sachsen-Anhalt.

## Lage
Das Pfarrhaus befindet sich im Ortszentrum etwas südöstlich der evangelischen Sankt-Martini-Kirche, an der Adresse Hauptstraße 48. 

## Architektur und Geschichte
Das zweigeschossige große Fachwerkhaus entstand im Jahr 1696 und gehört zu den ältesten erhaltenen Gebäuden Rottleberodes. Die Fachwerkfassade weist als Fachwerkelemente die Thüringer Leiter und mehrfach den Halben Mann auf. Bemerkenswert ist die starke, verzierte Stockschwelle. Die Giebel des giebelständig zur Straße ausgerichteten Hauses sind verbrettert.
Das Gebäude gilt als architektonisch anspruchsvoll und in seiner Erscheinung gemeinsam mit der Grundstückseinfriedung und der Toreinfahrt als prägend für das Ortsbild.
Im örtlichen Denkmalverzeichnis ist das Pfarrhaus seit dem 16. Juni 1999 unter der Erfassungsnummer 094 84742 als Baudenkmal verzeichnet.